# Mont d'Or (Doubs)
Pour les articles homonymes, voir Mont d'Or.
Le mont d'Or est un sommet du massif du Jura, dans le département du Doubs, en Bourgogne-Franche-Comté, à environ 20 kilomètres au sud de Pontarlier et proche de la frontière suisse. Il s'élève à 1 463 m d'altitude, ce qui en fait le point culminant du département du Doubs. Il a donné son nom à un fromage.

## Toponymie

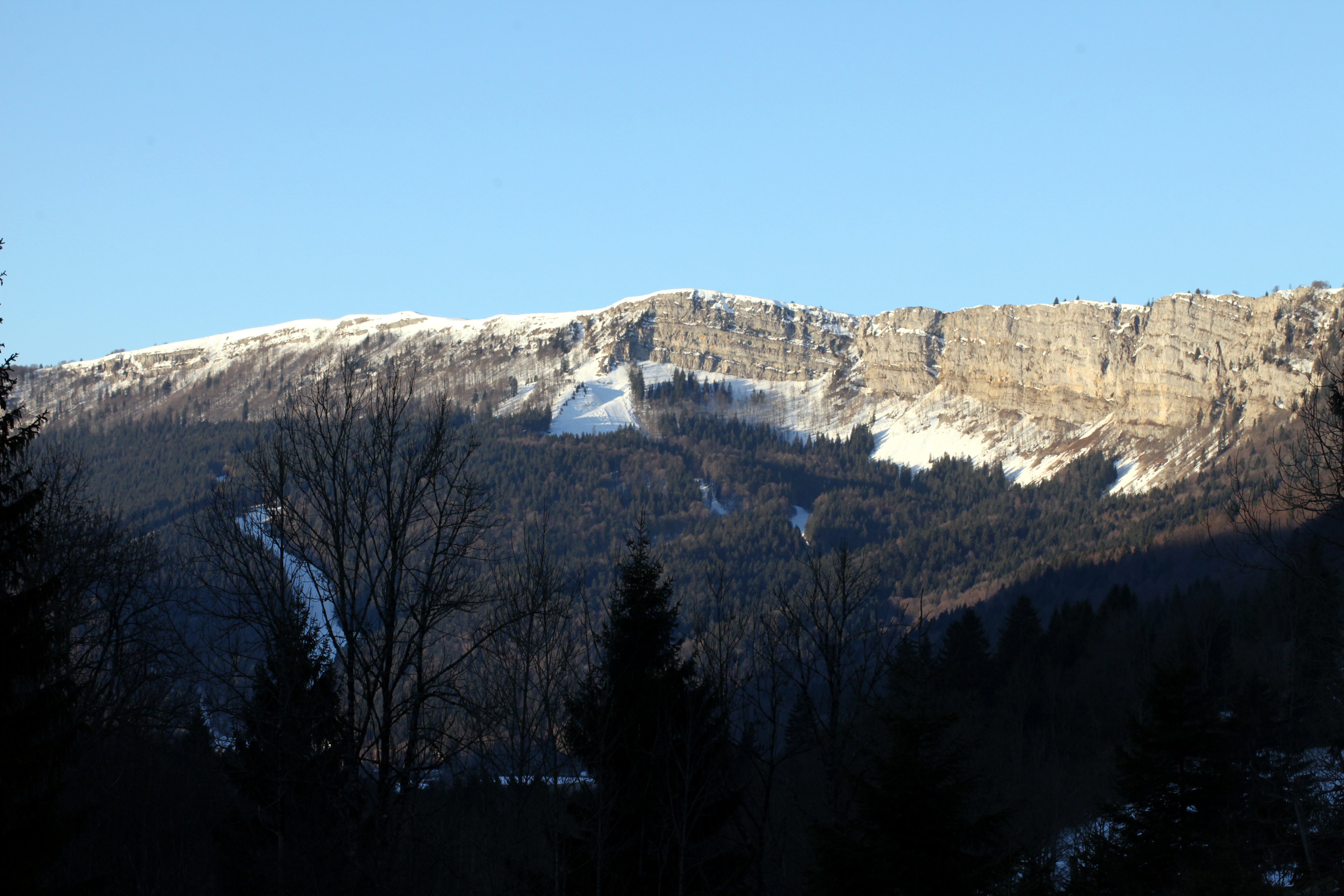
Falaise du mont d'Or au lever de soleil.

Le nom « mont d'Or » figure déjà sur la carte de Cassini au XVIIIe siècle. Comme pour les monts Dore en Auvergne, il pourrait provenir du sanscrit dar désignant la montagne, la hauteur, devenu dor en celtique puis francisé en Dore, « eau », ou le mont d'Or, qu'il faudrait écrire Mon Dore, pour se conformer à l'étymologie du mot ore, dor, dur, iidor, qui se retrouve dans beaucoup d'idiomes, comme l'équivalent d’aqua et deviendrait « la montagne de l'eau », « la montagne des sources ». Une autre interprétation fait référence à une teinte dorée au lever de soleil.

## Géographie

### Situation

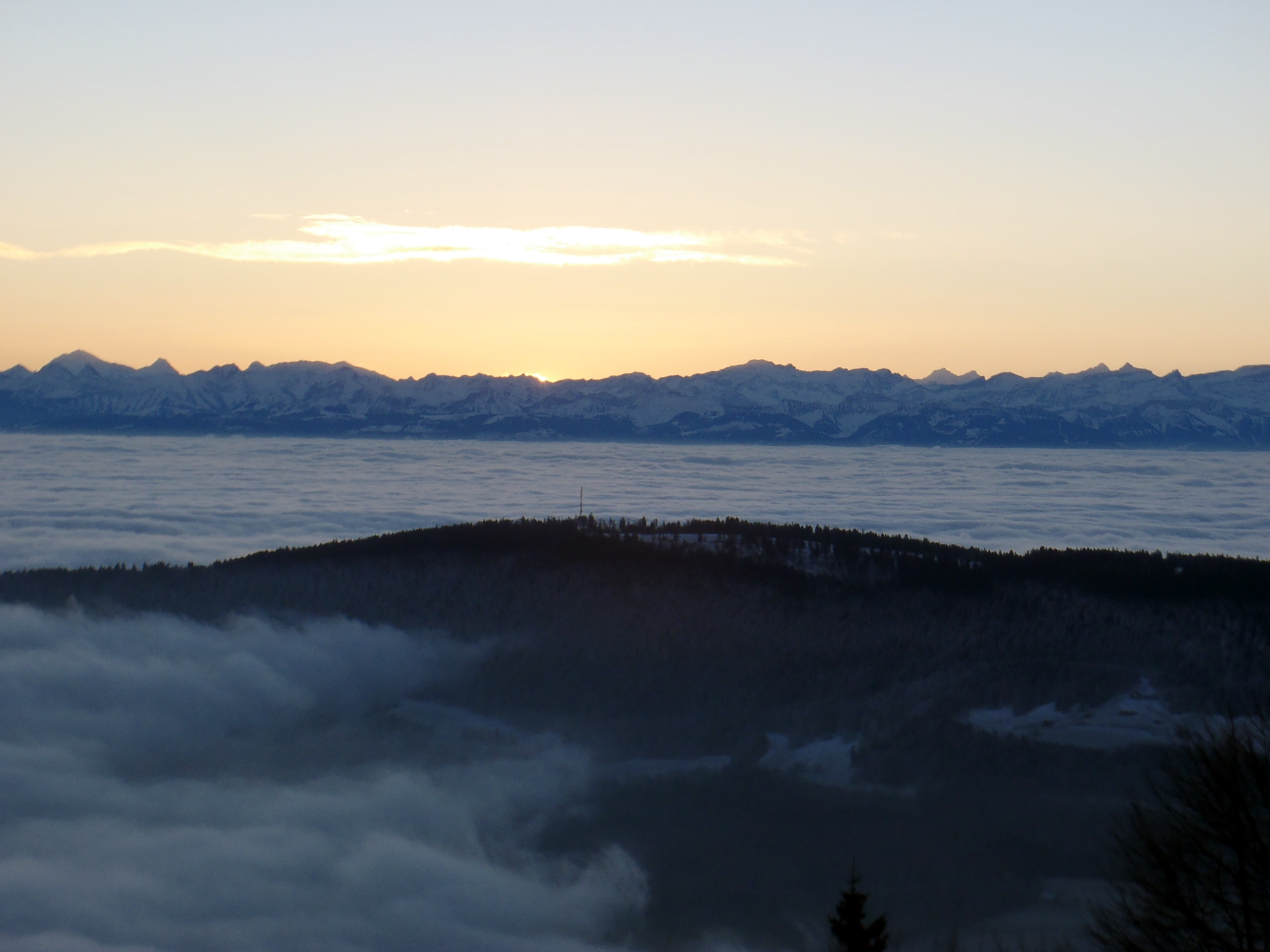
Vue sur le fort de Pré-Giroud (pâturage givré à droite), le bassin lémanique recouverts par le stratus et le lever de soleil sur les Alpes depuis le mont d'Or.

Le mont d'Or est situé sur le territoire des communes de Jougne et de Longevilles-Mont-d'Or, à 20 km au sud de la ville de Pontarlier. Le sommet, à quelques centaines de mètres de la frontière franco-suisse, fait face au Suchet situé à 6 km à l'est et à la dent de Vaulion (1 483 m) située à 4 km au sud. Il surplombe de plus de 700 m la ville vaudoise de Vallorbe, située à 3 km au sud.

### Topographie
Le mont d'Or appartient à l'anticlinal Risoux-mont d'Or qui s'étend sur plus de 30 kilomètres, de la ville de Morez au sud, dans le Jura, à Jougne au nord. Cet anticlinal est situé à l'est du massif du Jura, dans la Haute-Chaîne. Le mont d'Or est situé entre deux synclinaux : celui de Vallorbe au sud-est et celui de Métabief au nord-ouest. Plus au nord se situe le sommet du Morond à une altitude de 1 419 m, alors qu'au sud, en Suisse, au-delà du synclinal de Vallorbe, se situe le sommet de la dent de Vaulion.
Le sommet se présente sous la forme d'une arête grossièrement orientée nord-sud avec deux versants très différents : le côté occidental correspond à une pente relativement douce qui est l'extrémité du mont Risoux. Le côté oriental est une falaise rocheuse abrupte d'environ 150 m de hauteur.
L'IGN place le « sommet » du mont d'Or au plus près d'un point dont l'altitude est de 1 462 mètres, alors qu'il existe un point quelques centaines de mètres au sud sur la crête s'élevant à 1 463 mètres, qui constitue le réel point culminant de la montagne. Ce dernier point est également le point culminant des communes de Longevilles-Mont-d'Or et Jougne, ainsi que du Doubs.

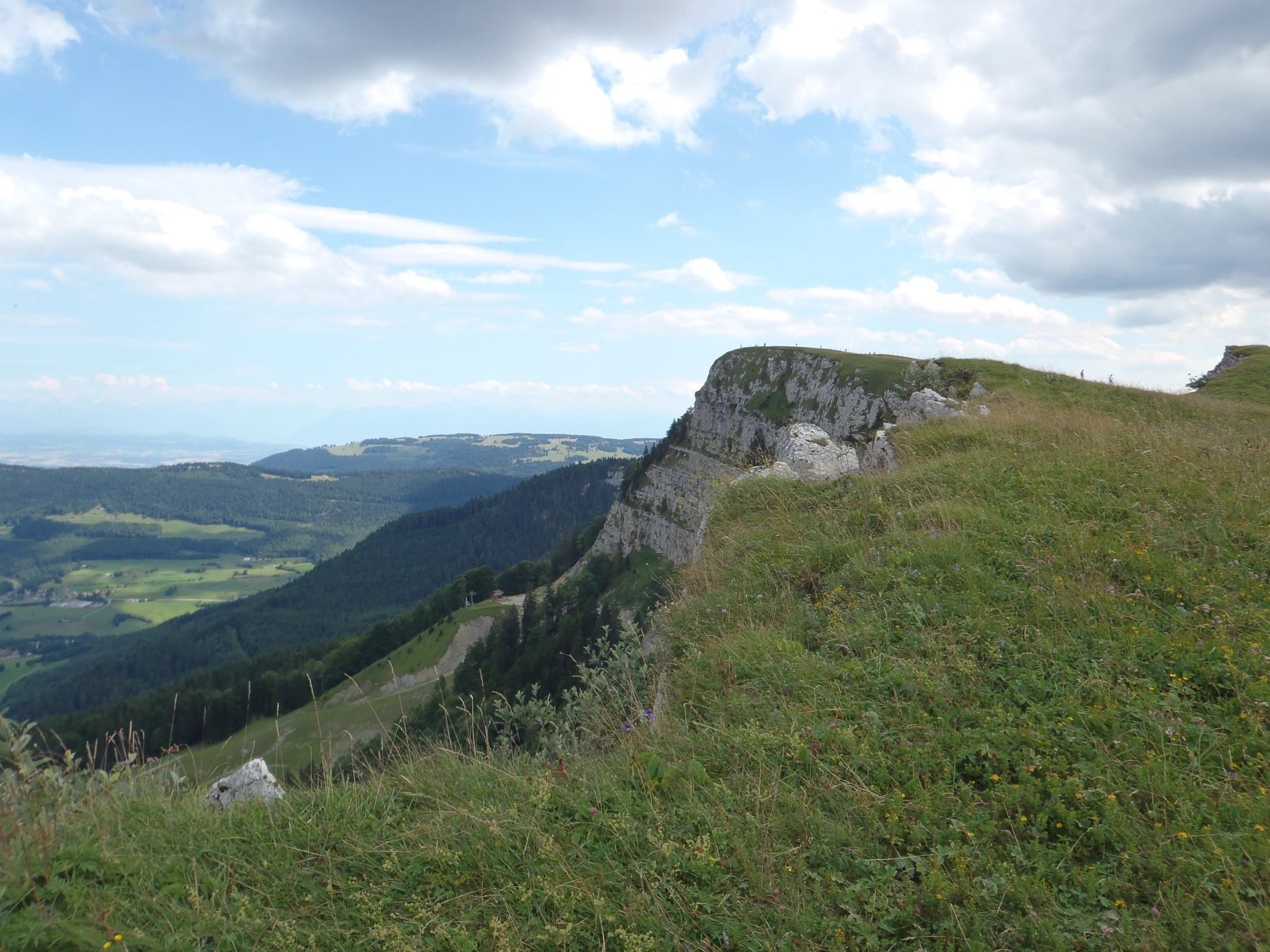
Vue du mont d'Or en été, en arrière-plan le Jura vaudois, le Gros-de-Vaud et les Alpes.
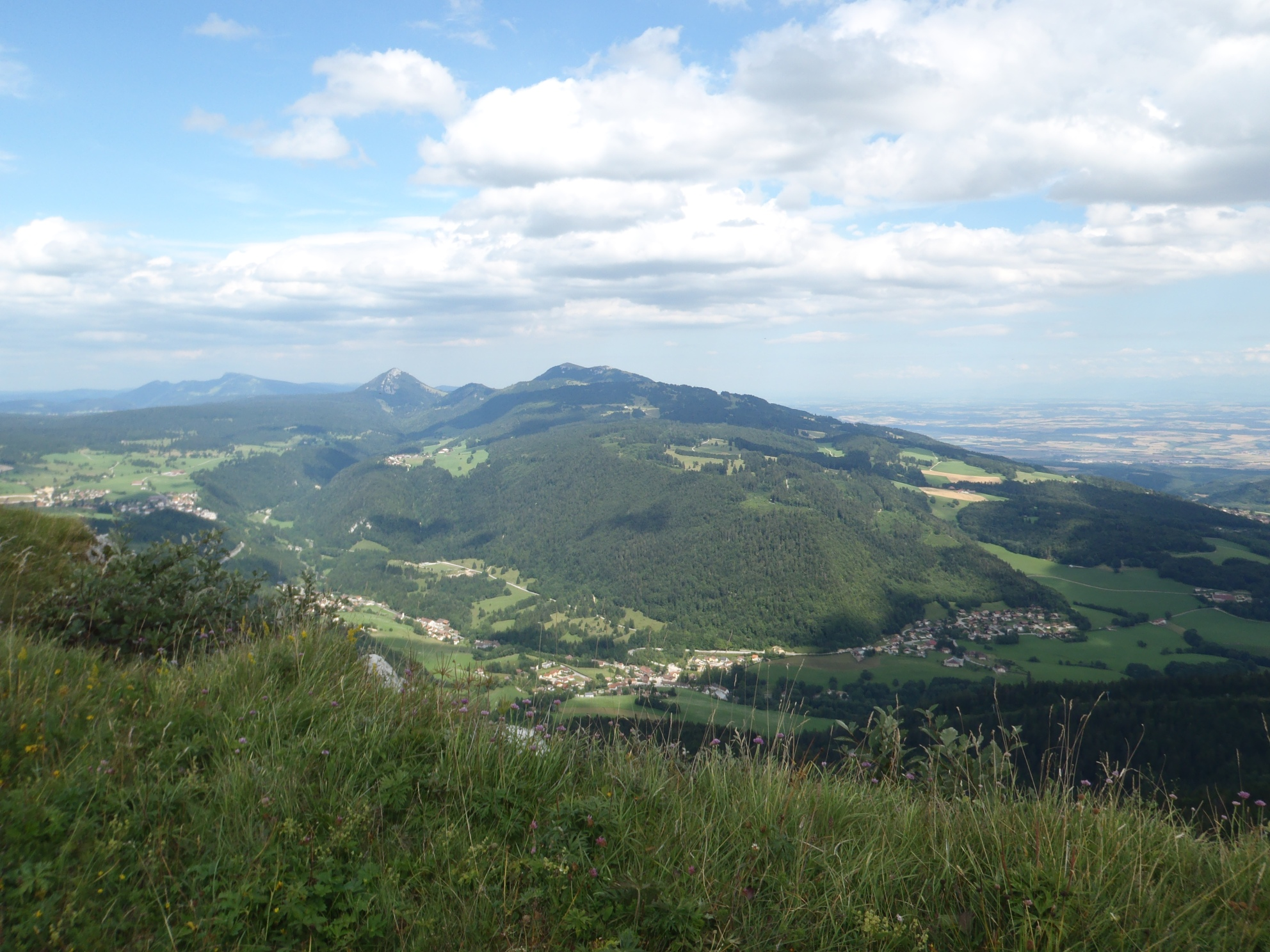
Vue sur le Suchet, les aiguilles de Baulmes et le Chasseron depuis le mont d'Or en été.
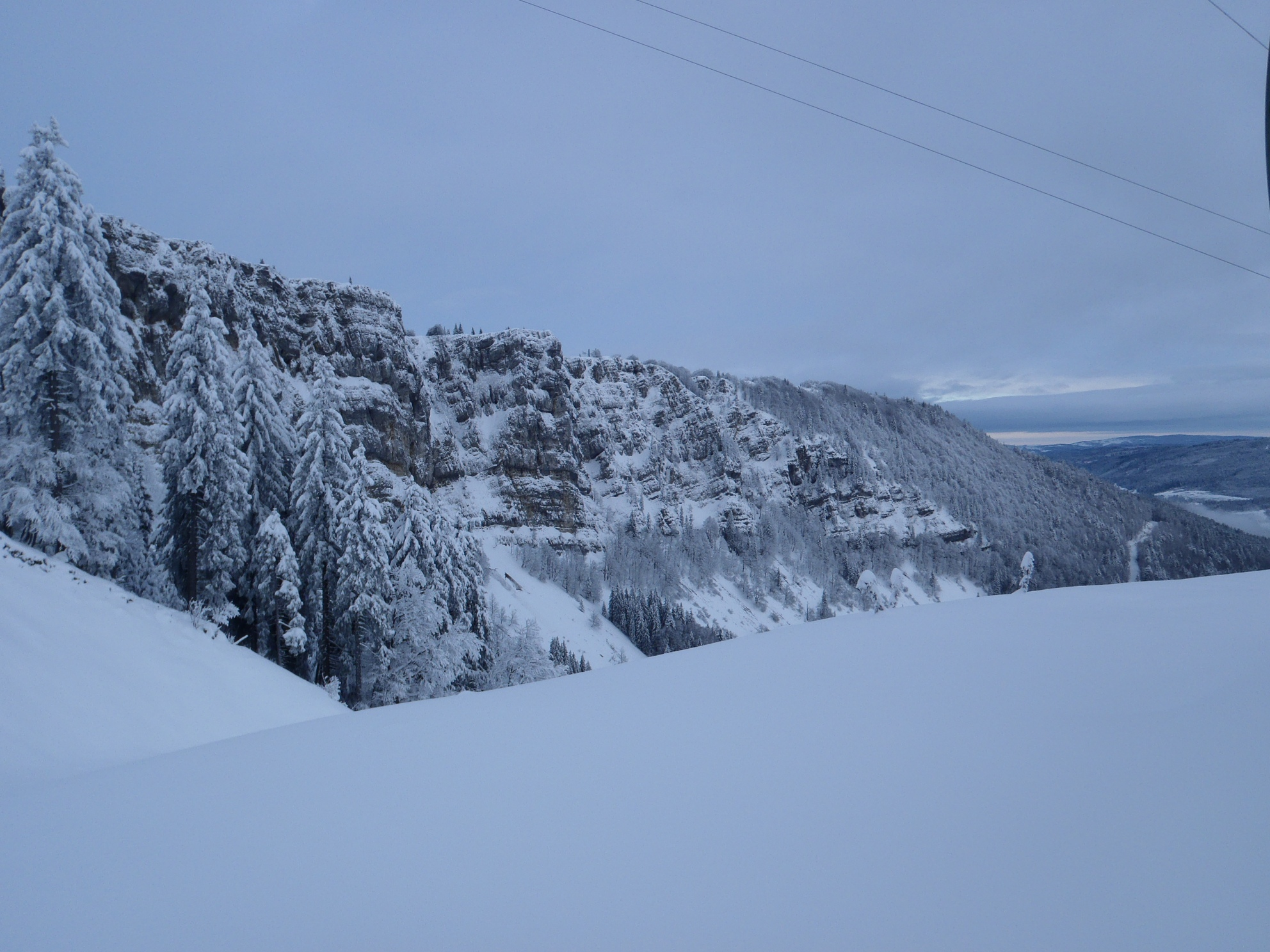
Vue sur les falaises de Piquemiette sous le mont d'Or en hiver.
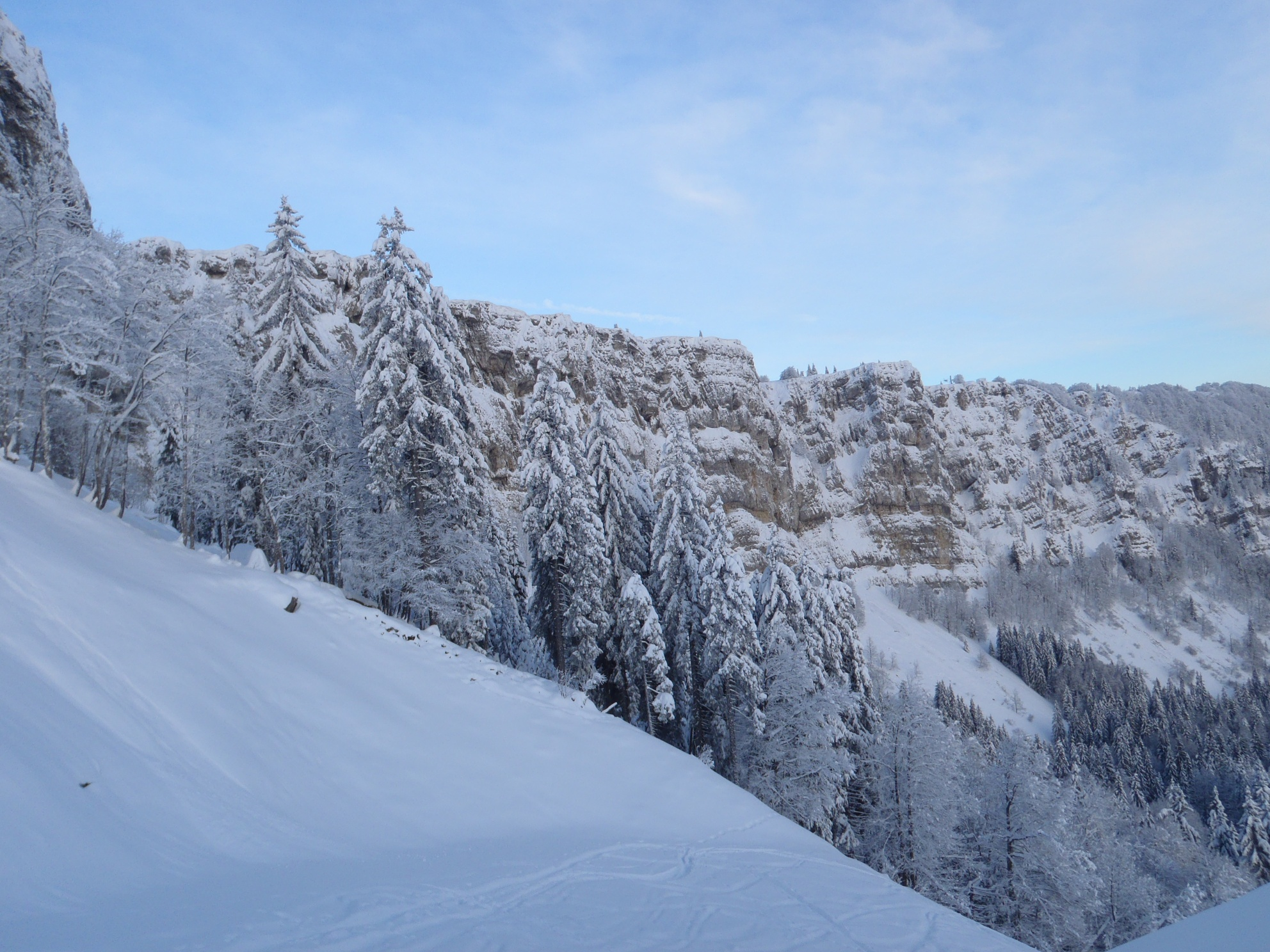
Les falaises de Piquemiette au petit matin en hiver.

### Géologie
Alors que les synclinaux situés à la base du mont d'Or sont constitués de roches du Crétacé, celui-ci est constitué à la base de roches du Trias, du Lias et du Jurassique moyen, tandis que le sommet se compose de roches du Jurassique supérieur. Près du sommet, une faille médiane verticale coupe le haut de la montagne en deux ensembles. Celui du sud contient le sommet et est constitué de marno-calcaires séquaniens qui forment un versant modéré avec de la végétation. Celui du nord est constitué de calcaires du Kimméridgien qui composent une falaise de près de 150 m de dénivelé.
Le mont d'Or apparaît comme un pli, séparé des deux synclinaux par deux failles chevauchantes. Ce pli est long d'environ 4 km. On trouve dans ce pli, une épaisse couche de marnes imperméables de l'Argovien, qui bloquent les eaux de pluie infiltrées dans la montagne et noient les couches supérieures. Lors des travaux de la construction du tunnel ferroviaire du Mont-d'Or, les couches noyées furent percées, inondant le tunnel par deux fois en 1912 et 1913 et dévastant le chantier avec un débit estimé à 10 000 L/s. Aujourd'hui, l'eau continue de s'écouler en direction de Vallorbe. Une étude de l'utilisation de cette eau pour l'alimentation humaine est en cours.

## Activités

### Protection environnementale
Le secteur du mont d'Or fait l'objet de protections environnementales diverses :
- ZSC Natura 2000 no FR4301290 « Massif du Mont d'Or, du Noirmont et du Risol »[6] ;
- APPB no 2010 1401 00196 « Corniches calcaires du département du Doubs »[7].

Le secteur est par ailleurs inscrit dans plusieurs zones d'inventaire sans protection réglementaire :
- ZNIEFF de type 1 no 430002753 « Le Mont d'Or et le Morond »[8] ;
- ZNIEFF de type 2 no 430020533 « Massif du Mont d'Or, du Noirmont et du Risol »[9].

### Économie
Le secteur du mont d'Or constitue une importante zone d'estivage qui se prolonge au sud dans tout le mont Risoux. Comme ailleurs dans le Jura, elle est caractérisée par des exploitations occupées uniquement l'été et la présence d'herbages et de prés-bois (pâturages boisés).

### Tourisme
Le mont d'Or est proche de la commune de Métabief. Il s'agit de la plus importante station de sports d'hiver du Haut Doubs qui est composée de six villages avec un domaine de :
- 40 km de pistes de ski de descente en continu entre 900 et 1 420 m d'altitude, 2 pistes noires, 11 rouges, 8 bleues et 5 vertes toutes reliées entre elles ;
- pistes de courses de traîneaux à chiens ;
- 120 km de piste de ski de fond sur le passage de la Grande Traversée du Jura (GTJ), un itinéraire de ski de fond d'environ 200 km de pistes tracées, balisées, soigneusement entretenues pour sillonner le massif du Jura, du nord au sud ;
- 55 km de pistes balisées pour des randonnées pédestres en raquettes à neige.

La station de Métabief est également connue pour être un des hauts lieux du VTT en France depuis qu'elle a accueilli les championnats du monde de descente en 1993.
Un point de départ de parapente est possible entre les deux sommets principaux.

### Gastronomie
Le mont d'Or a donné son nom à un fromage saisonnier traditionnel AOC à base de lait de vache : le vacherin mont-d'Or franc-comtois et vaudois, depuis le XIXe siècle.